# Friedrich-Wilhelm Lucht
Friedrich-Wilhelm Lucht (* 1. Juni 1905 in Burg auf Fehmarn; † 1. November 1975 in Wiesbaden) war ein deutscher Rechtsanwalt und Politiker (SPD).
Friedrich-Wilhelm Lucht war der Sohn eines Amtsgerichtsrats. 1924 machte er das Abitur im Matthias-Claudius-Gymnasium in Wandsbek. Er studierte Rechtswissenschaft und Neuere Geschichte in den Universitäten Prag, Marburg und Jena. 1929 wurde er in Bonn zum Dr. jur. promoviert. Ab 1932 hatte Lucht eine eigene Anwaltskanzlei in Berlin. In der Zeit des Nationalsozialismus wurde seine Bewerbung um ein Notariat abgelehnt. 1941 wurde er von der Wehrmacht einberufen.
Nach dem Zweiten Weltkrieg war Lucht wieder als Rechtsanwalt in Berlin tätig, dann auch als Notar. Direkt 1945 trat er in die SPD ein. Von 1946 bis 1954 war Lucht Mitglied der Stadtverordnetenversammlung von Groß-Berlin bzw. des Abgeordnetenhauses von Berlin. Auch seine Ehefrau Hilde Lucht-Perske (1902–1973) war Mitglied dieses Parlaments.